# Motru
Motru (pronunciació en romanès: [ˈMotru]) és una ciutat de Romania, al comtat de Gorj. Es troba al riu Motru, a l’oest d’ Oltènia. La capital del comtat Târgu Jiu es troba a uns 35 km al nord-est. La ciutat administra vuit pobles: Dealu Pomilor, Horăști, Însurăței, Leurda, Lupoița, Ploștina, Roșiuța i Râpa.

## Història
Motru es va crear per decisió administrativa el dia 24 de maig de 1966 sobre el territori de l’antiga comuna de Ploștina, que, juntament amb altres set pobles, va passar a formar part de la nova ciutat. El motiu de la decisió de crear una ciutat va ser el desenvolupament de diversos jaciments de carbó.
La regió és almenys des de l'època de l'Imperi Romà habitat, a Leurda el 1964, es van trobar algunes monedes de plata de l'era de l'emperador Septimi Sever (193-211). L'assentament documentat més antic del territori de l'actual ciutat de Ploștina (s'esmenta el 1385).
La ciutat dacia Amutria s'esmenta en fonts antigues com Geographia de Ptolemeu (cap al 150 dC) i Tabula Peutingeriana (segle ii), i potencialment es troba aquí. El nom és homònim amb l'antic nom del riu Motru. Després de la conquesta romana de Dàcia, Amutria va formar part d'una important xarxa viària, entre Drubetis i Pelendava.
El 1981, Motru va ser el lloc dels disturbis de miners que treballaven a les mines de la ciutat. Els disturbis, que van tenir lloc entre el 17 i el 19 d’octubre d’aquell any, van ser desencadenats per les males condicions laborals, el control estricte de les organitzacions legislatives i l'esgotament general dels miners, agreujat encara més per un decret que limitava el consum de pa només als habitants de la ciutat. Durant els disturbis, Emil Bobu va visitar la ciutat, on va ser atacat per multituds enfadades amb patates; quan va tornar a Bucarest, va ordenar a l'exèrcit intervenir a la ciutat després de dos dies de protestes per part de la població local. Aleshores, el barat pa Motru va atreure a la ciutat molts obrers i pagesos, que portaven el pa en sacs i arribaven a la ciutat amb trens locals coneguts com a "trens de la fam". Actualment la fàbrica de pa està en ruïnes.

## Present
Als pobles incorporats actuals hi havia agricultors parcialment lliures, altres es trobaven al monestir de Tismana sotmesos. Motru va ser declarat municipi el 2000.
La mineria és la principal indústria de la ciutat; l’agricultura i la ramaderia també són importants, sobretot als pobles adjacents. Segons el cens del 2011, la població tenia 18.142 habitants, inclosos 17.988 romanesos, 38 hongaresos, 83 gitanos i 3 alemanys.

### Transport
Motru és la terminal d'una línia de ferrocarril que parteix de la línia principal Bucarest – Craiova – Lugoj a Strehaia, que es va posar en funcionament el 1962. Diverses vegades al dia els trens de rodalies viatgen a Craiova. A més, hi ha connexions d'autobús amb la capital del districte de Târgu Jiu. Motru és a la carretera nacional 67 de Drobeta-Turnu Severin a Râmnicu Vâlcea.

## Fills il·lustres
- Gabriel Cruceru
- Dorel Mutică